# Viatcheslav Kharlamov
Viatcheslav Kharlamov (russisch Вячеслав Михайлович Харламов, deutsche Transkription Wjatscheslaw Michailowitsch Charlamow; * 28. Januar 1950 in Leningrad) ist ein französisch-russischer Mathematiker. Er befasst sich mit reeller algebraischer Geometrie und Topologie (Differentialtopologie, Algebraische Geometrie).
Kharlamov studierte 1967 bis 1972 an der Universität Leningrad, an der er 1975 bei Wladimir Abramowitsch Rochlin promoviert wurde (Kongruenzen und Ungleichungen für die Euler-Charakteristik reeller und projektiver algebraischer Varietäten, Russisch). Ab 1968 unterrichtete er an einem Gymnasium (neben Forschung an der Universität) und ab 1976 war er Professor an der Universität in Syktywkar. 1979 bis 1991 war er Professor an der Hochschule für Elektrotechnik in Leningrad. 1985 habilitierte er sich (russischer Doktortitel, Flächen vierten Grades im dreidimensionalen Raum, Russisch). Er ist seit 1991 Professor an der Universität Straßburg (Louis Pasteur, IRMA). 
Ihm gelang ab 1972 die Lösung eines Teils des 16. Hilbert-Problems, das die Anzahl der Komponenten und die Topologie von nicht-singulären algebraischen Flächen vierten Grades in drei Dimensionen (siehe Hilberts sechzehntes Problem) und zeigte, dass es maximal zehn zusammenhängende Komponenten gibt. 1976 brachte er seine Untersuchungen dazu zum Abschluss.
1977 erhielt er den Preis der Moskauer Mathematischen Gesellschaft. 1978 war er Invited Speaker auf dem Internationalen Mathematikerkongress in Helsinki.
Zu seinen Doktoranden gehören Jean-Yves Welschinger und Thomas Fiedler. Er hat die französische Staatsbürgerschaft.

## Schriften
- mit Alexander Degtyarev, Ilia Itenberg Real Enriques Surfaces, Springer Verlag 2000
- Variétés de Fano réelles, d’après C. Viterbo, Séminaire Bourbaki 872, 1999/2000, Online
- mit A. I. Degtyarev: Topological properties of real algebraic varieties: du coté de chez Rokhlin, Russian Math. Surveys, Band 55, 2000, S. 735–814